# Alpine (Alaska)
Pour les articles homonymes, voir Alpine.
Alpine est une localité d'Alaska (CDP) aux États-Unis située dans le Borough de North Slope, qui est inhabitée et n'héberge que les employés saisonniers des compagnies pétrolières ConocoPhillips et Anadarko.
Elle est située sur la rivière Colville, à 56 km de la Mer de Beaufort, et à 13 km de Nuiqsut dans la zone de réserve pétrolière.
Les températures extrêmes vont de −49 °C en hiver à 26 °C en été.
Du pétrole a été découvert à Alpine en 1996, la production est actuellement de 21 000 mètres cubes par jour.